# Épithélioneuriens

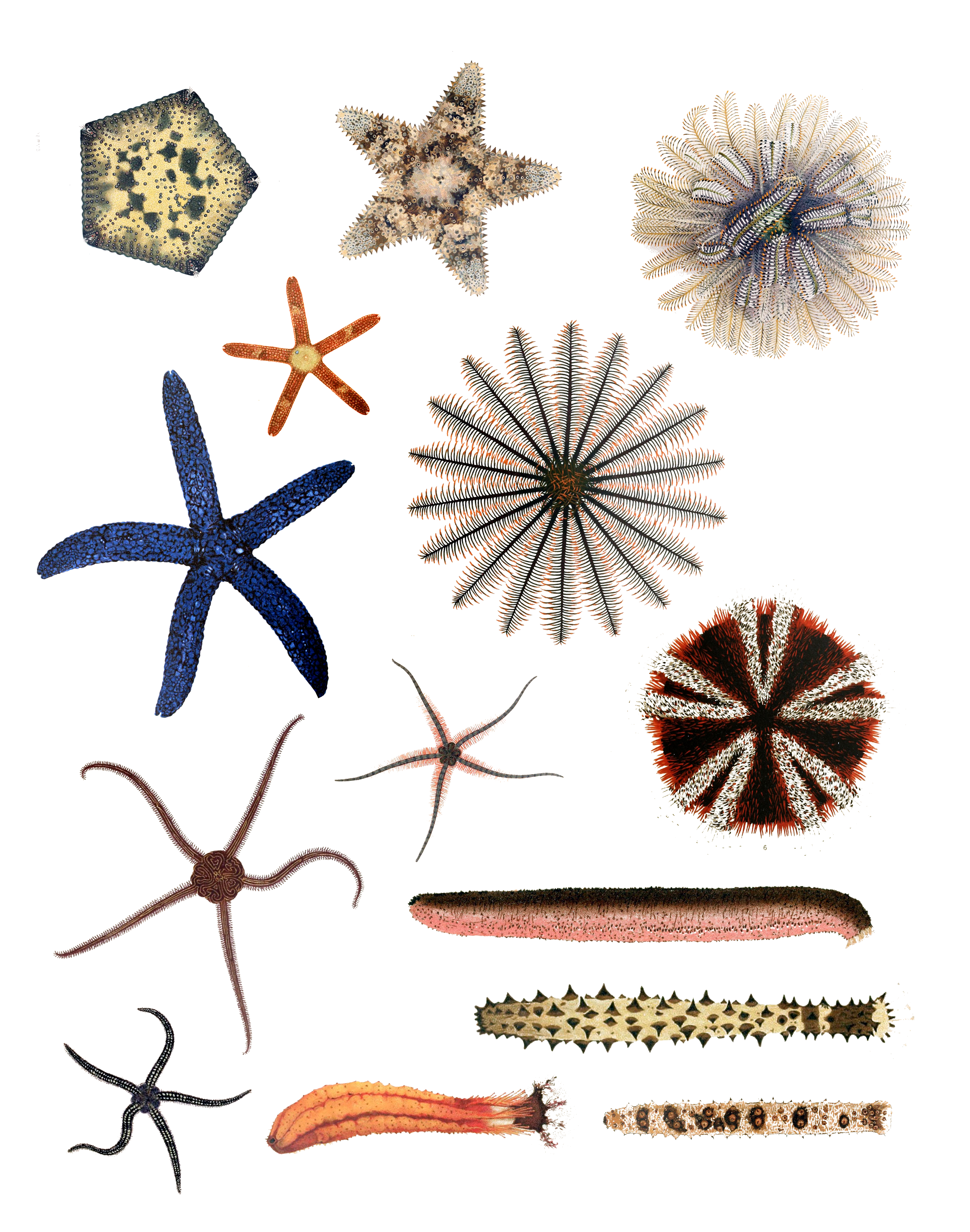
Différents épithélioneuriens. Ici, des échinodermes.

Les épithélioneuriens sont un ancien groupe zoologique qui rassemblait des deutérostomiens dont le système nerveux se trouve au niveau de l'épithélium,, ou juste en dessous. Les épithélioneuriens comprenaient notamment les échinodermes.

## Description
Les épithélioneuriens sont des métazoaires caractérisés par un système nerveux diffus dans l'épiderme[réf. nécessaire]. Ils ne forment toutefois pas un groupe monophylétique, contrairement aux épineuriens et aux hyponeuriens[réf. nécessaire].

## Sous-taxons
Les épithélioneuriens comprennent[réf. nécessaire] :
- les cnidaires, comme les méduses, les anémones et les coraux ;
- les échinodermes, comme les oursins ou les étoiles de mer ;
- les hémichordés.